# P-83釩式半自動手槍
P-83 Wanad（波蘭語：Wanad，意為：钒）是一款由波兰在Ośrodek Badawczo-Rozwojowy國家研究所中由槍械設計師Ryszard Chełmicki和馬利安·吉史格佛斯（Marian Gryszkiewicz）所研製、位於拉多姆的阿切爾武器工廠（現稱：Fabryka Broni Łucznik）所生產的單／雙動操作扳機式半自動手槍，發射9×18毫米馬卡羅夫口徑手枪子彈。

## 概述
P-83取代了P-64以後成為了波蘭軍隊和警察的佩槍。P-83至今仍被波蘭警察和波蘭軍隊少量使用，但它在波蘭警察的地位已大多數被格洛克19手槍所取代，而在波蘭軍隊的部分則是被本土生產的WIST-94半自動手槍取代。

## 民用衍生型
民用型手槍具有不同形狀的瞄準具，一個圓形的擊錘和在套筒上不同的標記：波蘭鷹與接著的「RADOM wz. P-83 9×18 POLAND Z.M. LUCZNIK」（意為：拉多姆型號 P-83 9×18波蘭Z.M.弓箭手）。底把左側印有進口公司的名稱。

## 外部連結
- （英文）—The Unofficial P-64 Resource（页面存档备份，存于）
- （英文）—Post #50487, Detailed takedown of P83 in "Other 9x18's" forum, The Unofficial P-64 Resource Forums（页面存档备份，存于）
- （英文）—Modern Firearms—P-83 pistol（页面存档备份，存于）
- （英文）—P-83 Wanad Pistol, User's Guide: Safety and Instruction Manual for the Polish P-83 (P83) Wanad Pistol Makarov 9x18mm（页面存档备份，存于）
- （英文）—Firearms and Ammunition, P-83 Wanad（页面存档备份，存于）